# Novicsihai járás
A Novicsihai járás (oroszul: Новичихинский район) Oroszország egyik járása az Altaji határterületen. Székhelye Novicsiha.

A Novicsihai járás az Altaji határterületen

## Népesség
- 1989-ben 11 980 lakosa volt.
- 2002-ben 11 558 lakosa volt, melyből 10 915 orosz, 362 német, 132 ukrán, 26 tatár, 21 kazah, 20 fehérorosz, 16 örmény, 12 mordvin stb.
- 2010-ben 9 938 lakosa volt.